# Municipio de Pike (condado de Stoddard)
El municipio de Pike (en inglés: Pike Township) es un municipio ubicado en el condado de Stoddard en el estado estadounidense de Misuri. En el año 2010 tenía una población de 3830 habitantes y una densidad poblacional de 10,31 personas por km².

## Geografía
El municipio de Pike se encuentra ubicado en las coordenadas 37°1′53″N 89°50′45″O / 37.03139, -89.84583. Según la Oficina del Censo de los Estados Unidos, el municipio tiene una superficie total de 371.36 km², de la cual 369,09 km² corresponden a tierra firme y (0,61 %) 2,26 km² es agua.

## Demografía
Según el censo de 2010, había 3830 personas residiendo en el municipio de Pike. La densidad de población era de 10,31 hab./km². De los 3830 habitantes, el municipio de Pike estaba compuesto por el 97,21 % blancos, el 0,91 % eran afroamericanos, el 0,47 % eran amerindios, el 0,21 % eran asiáticos, el 0,34 % eran de otras razas y el 0,86 % eran de una mezcla de razas. Del total de la población el 0,81 % eran hispanos o latinos de cualquier raza.